# Livilla spectabilis
Livilla spectabilis är en insektsart som först beskrevs av Flor 1861.  Livilla spectabilis ingår i släktet Livilla och familjen rundbladloppor. Inga underarter finns listade i Catalogue of Life.